# Ole Forfang
Ole Forfang (Oslo, Noruega, 22 de marzo de 1995) es un ciclista noruego que fue profesional entre 2015 y 2019.

## Palmarés
2019
- Tour de Normandía, más 1 etapa[2]